# Koto Baru Simalanggang
Koto Baru Simalanggang is een bestuurslaag in het regentschap Lima Puluh Kota van de provincie West-Sumatra, Indonesië. Koto Baru Simalanggang telt 6881 inwoners (volkstelling 2010).